# 90125
| Recensione | Giudizio    |
| ---------- | ----------- |
| AllMusic   | [ 8 ]       |
| OndaRock   | Consigliato |

90125 è l'undicesimo album in studio del gruppo di rock progressivo inglese Yes, pubblicato nel 1983 dalla Atco Records.

## Storia
L'album costituisce un cambiamento radicale dello stile della band in direzione di un avvicinamento al pop degli anni ottanta. Il titolo dell'album si riferisce al numero di catalogo dell'edizione originale.
Dopo lo scioglimento del gruppo nel 1981, il bassista Chris Squire e il batterista Alan White avevano iniziato a lavorare come duo, pubblicando un singolo, Run with the Fox (in seguito pubblicato nel cofanetto Yesyears). Al duo si erano poi uniti il chitarrista sudafricano Trevor Rabin e Tony Kaye, tastierista originale degli Yes per i primi tre album dal 1967 al 1971. Il quartetto avrebbe dovuto chiamarsi "Cinema", e avrebbe dovuto realizzare un album costituito quasi esclusivamente di materiale scritto da Rabin. La produzione fu affidata all'ex The Buggles Trevor Horn, già cantante degli Yes per un breve periodo (nell'album Drama).
Il progetto mutò direzione quando tra la fine del 1981 e gli inizi del 1982 anche Jon Anderson, cantante storico degli Yes, decise di unirsi all'impresa. Con Kaye, White, Squire e Anderson il gruppo non poteva che chiamarsi "Yes". Rabin espresse qualche riserva, temendo di essere percepito dai fan degli Yes come sostituto del chitarrista storico Steve Howe; si convinse quando sentì Anderson all'opera sul materiale già preparato.
Il cofanetto Yesyears (1991) include demo delle versioni originali di alcuni brani di 90125 prima dell'arrivo di Anderson, inclusa una versione di It Can Happen cantata da Squire.

## Accoglienza
Pubblicato lo stesso autunno da una sussidiaria della Atlantic Records, la Atco, ebbe un grande successo vendendo tre milioni di copie negli Usa raggiungendo la quinta posizione e rimanendo in classifica per un anno; in Germania vendette mezzo milione di copie, 450mila in Francia, 200mila in Canada e 100mila in Italia.
Il singolo principale, Owner of a Lonely Heart, fu l'unico brano degli Yes a raggiungere la prima posizione nelle classifiche statunitensi; lo stesso 90125 risultò essere il disco più venduto della storia del gruppo, raggiungendo la posizione numero 16 nelle classifiche inglesi. A Owner seguirono altri due singoli Leave It e It Can Happen. Il brano Cinema vinse il Grammy Award alla miglior interpretazione strumentale rock nel 1984.
Nel 2004 un remix di Owner of a Lonely Heart di Max Graham ha raggiunto la nona posizione nelle classifiche inglesi, facendo meglio della versione originale, che pur essendo un successo internazionale nel Regno Unito si era fermata alla posizione numero 28.

## Tracce
1. Owner of a Lonely Heart – 4:29 (Trevor Rabin, Jon Anderson, Chris Squire, Trevor Horn)
2. Hold On – 5:16 (Trevor Rabin, Jon Anderson, Chris Squire)
3. It Can Happen – 5:29 (Chris Squire, Jon Anderson, Trevor Rabin)
4. Changes – 6:20 (Trevor Rabin, Chris Squire, Jon Anderson, Alan White)
5. Cinema – 2:08 (Chris Squire, Trevor Rabin, Alan White, Tony Kaye)
6. Leave It – 4:14 (Chris Squire, Trevor Rabin, Trevor Horn)
7. Our Song – 4:18 (Jon Anderson, Chris Squire, Trevor Rabin, Alan White, Tony Kaye)
8. City of Love – 4:51 (Trevor Rabin, Jon Anderson)
9. Hearts – 7:39 (Jon Anderson, Chris Squire, Trevor Rabin, Alan White, Tony Kaye)

## Formazione
Gruppo
- Jon Anderson – voce
- Trevor Rabin – chitarra, tastiera, voce
- Chris Squire – basso, voce
- Tony Kaye – tastiera
- Alan White – batteria, percussioni, voce

Altri musicisti
- Jonathan Jeczalik, Dave Lawson – programmazione della tastiera

Produzione
- Trevor Horn – produzione
- Yes – produzione (traccia 2)
- Gary Langan – ingegneria del suono
- Julian Mendelsohn, Stuart Bruce – ingegneria del suono aggiuntiva
- Keith Finney – assistenza ingegneria
- RL – mastering

## Classifiche
| Classifica (1983/84) | Posizione massima |
| -------------------- | ----------------- |
| Australia            | 27                |
| Austria              | 9                 |
| Canada               | 3                 |
| Germania             | 2                 |
| Italia               | 10                |
| Norvegia             | 8                 |
| Nuova Zelanda        | 25                |
| Paesi Bassi          | 4                 |
| Regno Unito          | 16                |
| Stati Uniti          | 5                 |
| Svezia               | 7                 |
| Svizzera             | 3                 |